# Водопад Бељанички Бук
Бељанички Бук или само Бук је водопад који се налази на северној страни Бељанице удаљено 12 километара од села Суви До. Водопад формира вода из врела Бук и се састоји од два слапа који су међусобно удаљени 100 m. Горњи слап је већи, док је доњи мањи. Врело Бук извире на десној страни клисуре реке До, испод Речкиног врха и чини га стални извор на висини од 670 метара и периодични извор на висини од 710 метара. Вода се преко бигрених наслага улива у реку До. Спада у групу травертинских водопада.